# Алые погоны (роман)
«Алые погоны» — роман-тетралогия Бориса Изюмского. Написан в 1948 году как повесть. В дальнейшем повесть была переработана в роман-трилогию: «Начало пути», «Зрелость», «Дружба продолжается», позднее — в тетралогию с четвёртой частью «Подполковник Ковалёв». В 1953 году по роману снят фильм «Честь товарища», в 1979 году вышел 3-серийный телефильм «Алые погоны».

## Публикации
В 1948—1954 годах — преподаватель Новочеркасского Суворовского военного училища, писатель Борис Васильевич Изюмский, написал повесть «Алые погоны». В ней рассказывалось о первых годах работы училища, о судьбах суворовцев, о формировании характера и воспитании ребят.
Первое издание 1948 года вышло тиражом в 10 тысяч экземпляров. В 1950 году в Ростове-на-Дону повесть была переиздана с дополнением и авторской переработкой.
В 1954 году Борис Васильевич закончил написание двух дополнительных частей. Ранее вышедшие в 1948 и 1950 годах издания книги превратились в первую часть повести под названием «В начале пути». Вторая часть имела название «Призвание», а третья — «Дружба продолжается». В первой половине 1955 года книга вышла в издательстве «Молодая гвардия» тиражом 165000 экземпляров, а во второй — в «Ростиздате» тиражом 15 тысяч. По содержанию они различались только оформлением и иллюстрациями. В Ростове-на-Дону рисунки для книги выполнил художник Н. Драгунов, а в Москве — художник К. Кищеев. Московское издание книги было представлено как трилогия.
Как о романе-тетралогии, повести в расширенном варианте с дополнениями под названием «Подполковник Ковалёв» (заключительной четвёртой части «Алых погон»), заговорили после выхода её в 1975 году в «Ростиздате».

## Сюжет
Роман «Алые погоны» знакомит читателей с молодыми людьми — будущими офицерами Советской Армии, учащимися суворовского училища. Действие первой части романа происходит в 1943—1944 годах, а четвёртой части — в семидесятые годы XX века. Автор вместе с читателем представляет тридцатилетний путь воспитанников училища, рассказывает, кем они стали после учёбы.
Первая часть романа называется «Вице-сержант Ковалёв», последняя — «Подполковник Ковалёв». В названии частей — одно и то же имя персонажа, который постепенно становится главным героем.
В романе присутствуют автобиографические элементы. Персонажи Боканов и Зорин до войны работали педагогами, после ранения получили назначение в суворовское училище. Майор Веденкин, как и автор романа, любил свой предмет — историю. Капитан Беседа, как и сам писатель, писал дневники и вёл записные книжки.
Среди героев романа Володя Ковалёв, его отец погиб на фронте; Артём Каменюка, его родителей фашисты повесили за написание прокламаций; у Сеньки Самсонова убили отца, а сестрёнку угнали в Германию; брата Семена Гербова немцы убили в гестапо, а отца сожгли на костре на глазах у мальчика.
Первая часть романа заканчивается известием о победе над фашизмом и картиной всеобщего ликования.
Вторая часть романа называется «Зрелость». В ней те же герои. В конце второй части Ковалёв, Гербов, Снопков и другие оканчивают училище и уезжают в Ленинград продолжать образование.
Третья часть романа называется «Дружба продолжается» . В этой части описывается дружба Володи Ковалёва и Семена Гербова, Володи и Галинки, выпускников с педагогом Бокановым и другими воспитателями.
В четвёртой части романа подполковник Владимир Петрович Ковалёв пишет повесть «Военная косточка» о воспитанниках суворовского училища.

## Адаптации
В 1953 году по книге был поставлен фильм «Честь товарища», в 1980 году по мотивам повести на ЦКДЮФ имени А. П. Довженко режиссёром Олегом Гойдой снят 3-серийный телефильм «Алые погоны».